# Quantum (album)
Quantum è il terzo album in studio del gruppo musicale statunitense Planet X, pubblicato nel 2007.

## Tracce
1. Alien Hip Hop – 7:13
2. Desert Girl – 6:05
3. Matrix Gate – 4:10
4. The Thinking Stone – 4:14
5. Space Foam – 4:46
6. Poland – 5:23
7. Snuff – 4:59
8. Kingdom of Dreams – 6:48
9. Quantum Factor – 7:09

## Formazione
- Brett Garsed – chitarra
- Derek Sherinian – tastiere
- Virgil Donati – batteria
- Jimmy Johnson – basso

## Ospiti
- Allan Holdsworth – chitarra (solo tracce 2, 4)
- Rufus Philpot – basso (solo tracce 5, 9)